# Ktuts Anapat
Ktuts Anapat (en armenio Կտուց Անապատ, «ermita de Ktuts») es un monasterio armenio situado fuera de las fronteras armenias, en Turquía (provincia de Van, antigua Vaspurakan), sobre la isla de Ktuts, próxima a la orilla oriental del lago de Van.
El edificio tiene un origen incierto, aunque en el siglo XV se registró su existencia (debido en especial a su scriptorium) y fue reconstruido en el siglo XVIII. Más tarde, sirvió de refugio con ocasión de las masacres hamidianas de 1894-1896, antes de ser abandonado tras el genocidio armenio de 1915-1916. Actualmente, solo se conserva la iglesia de Sourp Karapet («San Juan el Precursor») y el gavit. Puede ser visitado rentando una embarcación desde la ciudad de Van en Turquía.

## Ubicación geográfica
El monasterio está situado sobre una de las cuatro (en otro tiempo, siete) islas del lago de Van: la isla de Ktuts («pico», actual Çarpanak), cerca de la orilla oriental del lago, a 1,5 kilómetros de un promontorio. Así pues, hoy en día la isla forma parte de la provincia de Van (región de Anatolia Oriental), en la zona oriental de Turquía, a 25 kilómetros al noroeste de la ciudad de Van; no obstante, históricamente, el complejo ha estado ubicado en el cantón de Arberani en la provincia de Vaspurakan, una de las quince provincias históricas de Armenia, según el geógrafo del siglo VII, Anania Shirakatsi.

## Historia

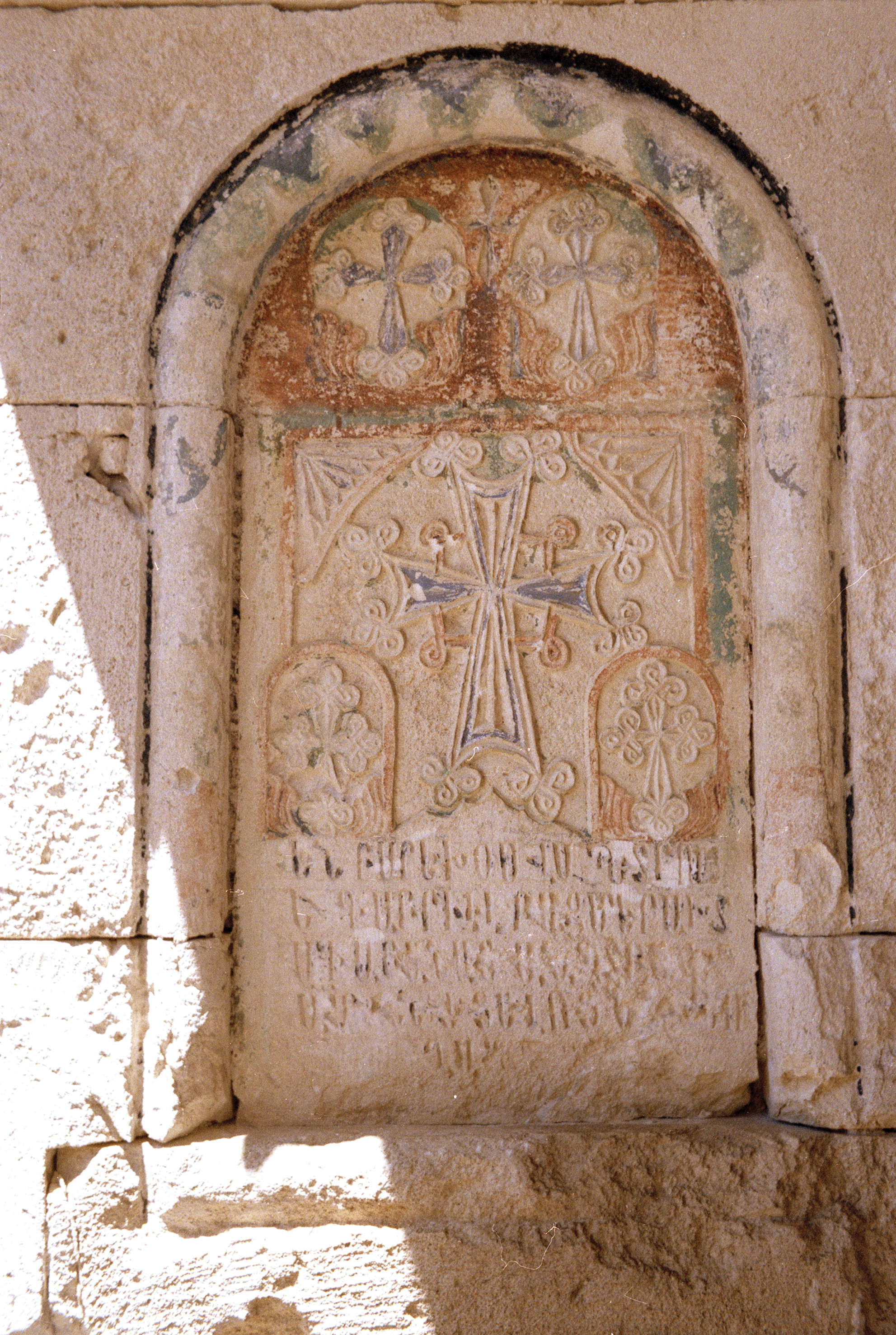
Cruz de piedra armenia,.

Según la tradición, el monasterio habría sido fundado en el siglo IV por san Gregorio el Iluminador a su retorno de Roma, quien habría depositado en este edificio una reliquia de Juan el Bautista, para la cual se fabricó posteriormente un relicario, conservado actualmente por el Patriarcado Armenio de Jerusalén; sin embargo, la primera referencia registrada sobre el monasterio data del siglo XV, período durante el cual se distinguió por su scriptorium, algunos de cuyos raros manuscritos se encuentran hoy en día preservados en el Matenadaran de Ereván.
Probablemente, el monasterio fue destruido por el terremoto de 1648, antes de ser reconstruido en el siglo XVIII gracias al financiamiento de los habitantes de la ciudad de Baghesh (actual Bitlis). Se convirtió entonces en una de las dos sedes de la diócesis de Lim y Ktuts y sirvió como ermita, pero también como lugar de descanso. Durante las masacres hamidianas de 1894-1896, presenció la afluencia de numerosos refugiados; situación que no volvió a acontecer con el genocidio armenio de 1915-1916, pues, en esa ocasión, el acceso a la isla estuvo custodiado por gendarmes.
Desde entonces, el monasterio fue abandonado y no queda de él más que la iglesia y su gavit. Puede ser visitado por medio de una embarcación rentada en Van. El vicegobernador de la provincia de Van anunció en febrero de 2010 una posterior restauración del monasterio.

## Edificios

### Sourp Karapet

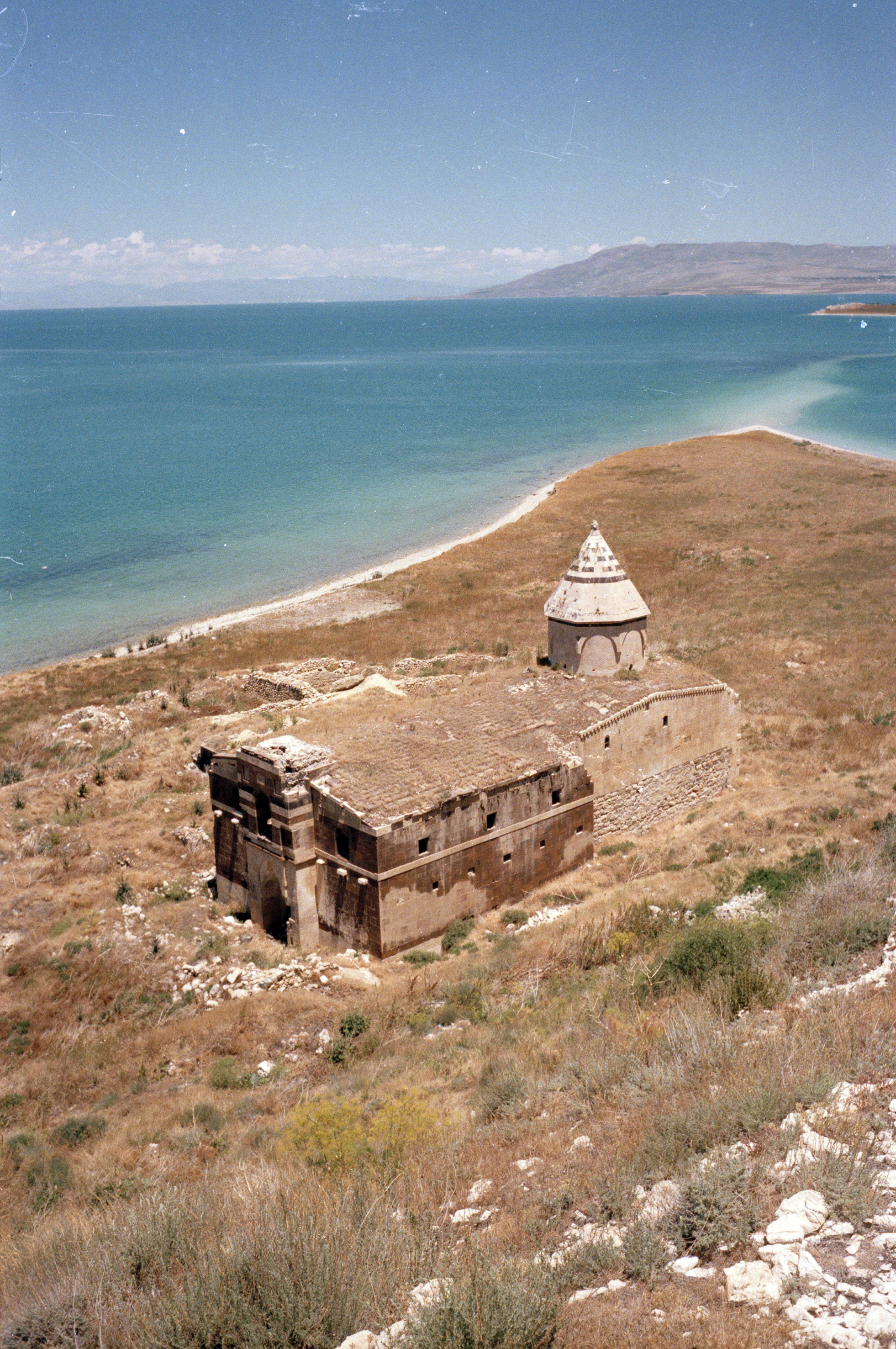
Vista desde el suroeste (gavit a la izquierda, Sourp Karapet a la derecha).

Erigido en 1712-1713, Sourp Karapet («San Juan el Precursor»), también llamado Sourp Hovhannes («San Juan»), fue obra del arquitecto Khoshkhabar. Esta cruz inscrita sobre dos apoyos occidentales libres, dotada de un ábside pentagonal, está cubierta por arcos sostenidos por medio de pechinas, un tambor cilíndrico en su parte inferior, pero octogonal en su parte superior, con una cúpula piramidal. La parte occidental está cubierta por nervaduras que soportan una pequeña cúpula dotada de un erdik (tipo local de linterna). El interior está decorado con hornacinas y el exterior se distingue por su fachada oriental a dos bandas horizontales y la banda vertical que rodea una ventana, a tres medallones en cruz y a dos filas de khatchkars; mientras que el portal occidental está cimbrado con estalactitas y espirales rojos y verdes.

### Gavit
La iglesia está precedida al oeste por un gavit de toba volcánica negra en cuatro columnas y nueve techos soportados por arcos, en otro tiempo adornados con frescos en el interior. Este mismo es precedido al oeste por un cobertizo para un campanario, cuyo primer nivel está compuesto por un nicho de estalactitas que encuadran el portal, mientras que el segundo nivel está ocupado por un ventanal que estaba coronado por una linterna que hoy en día ha desaparecido.

### Otras construcciones
La esquina noreste del gavit da acceso a una capilla de los Santos Arcángeles y a una biblioteca, ambas en ruinas.
Finalmente, el sitio del monasterio es completado por un cementerio y zonas residenciales, hoy destruidas.